# ماركو كالاميتا
ماركو كالاميتا (بالإيطالية: Marco Calamita)‏ هو لاعب كرة قدم إيطالي في مركز الهجوم، ولد في 22 مارس عام 1983، في بيتونتو في إيطاليا. لعب مع آينتراخت براونشفايغ وشتوتغارت كيكرز وفيهين فيسبادن ونادي آلن ونادي شتوتغارت ونادي كايزرسلاوترن.

## وصلات خارجية
- ماركو كالاميتا على موقع قاعدة بيانات كرة القدم.إي يو (الإنجليزية)
- ماركو كالاميتا على موقع بيانات كرة القدم. دي إي (الألمانية)
- ماركو كالاميتا على موقع عالم كرة القدم.نت (الإنجليزية)